# At War
At War est un groupe américain de heavy metal, originaire de Virginia Beach, en Virginie.

## Histoire
Le groupe est formé en 1983 par le guitariste Shawn Helsel, le batteur Dave Stone et le chanteur Paul Arnold. En juin 1985, ils sortent leur première démo, Eat Lead. Cela leur permet d'obtenir un article dans Spin comme « America's answer to Motörhead ». Une chanson de la démo figure également sur la compilation Speed Metal Hell, publiée par New Renaissance Records.
Leur premier album Ordered to Kill sort en 1986, suivi d'une tournée et d'une autre chanson de la démo sur la compilation Speed Metal Hell II. Après d'autres concerts, le groupe se rend au Pyramid Sound Studio avec le producteur Alex Perialas pour enregistrer l'album Retaliatory Strike, qui sort en 1988,. À la fin des années 1980 et au début des années 1990, le groupe poursuit ses tournées et se sépare de son label New Renaissance Records. En 1994, le groupe commence à enregistrer des morceaux pour l'album suivant. Cependant, les enregistrements ne sont pas satisfaisants pour le groupe et l'album ne sortira jamais. Peu de temps après, le groupe donne son dernier concert.
À la fin des années 1990 et au début de l'année 2000, le groupe fait plusieurs tentatives infructueuses pour se reformer. Ce n'est qu'en 2006 qu'ils y parviennent. En 2008, le groupe commence à travailler sur Infidel,. L'album se compose de nouveaux morceaux, la plupart écrits pendant l'enregistrement de Retaliatory Strike. En 2008, ils effectuent également leur première tournée en Europe. Ils jouent notamment au festival Thrash Assault II à Wurtzbourg, en Allemagne. En juillet, ils se produisent à Hambourg lors du Headbangers Open Air. Une semaine plus tôt, le groupe s'était produit à Mexico.
En septembre 2008, le groupe signe un contrat avec Heavy Artillery Records pour sortir l'album Infidel le 18 août 2009. L'album est enregistré en janvier 2009 au Pyramid Sound Studio avec le producteur Alex Perialas (par exemple Testament, Overkill, Nuclear Assault). Dans les années 2020, le groupe continue de jouer sur scène, faisant notamment une apparition au Maryland Deathfest 2024.

## Style musical
Le groupe joue du thrash metal classique et du speed metal, le rythme des chansons étant constamment élevé. Les chansons font clairement référence à Motörhead et Whiplash.

## Discographie
- 1985 : Eat Lead (démo)
- 1986 : Ordered to Kill (album, New Renaissance Records)
- 1988 : Retaliatory Strike (album, New Renaissance Records)
- 1988 : Limited Edition EP (EP, New Renaissance Records)
- 2002 : Burning Soldier / Fuckadafi (split-single avec Barbatos, Tirade Records)
- 2009 : Infidel (album, Heavy Artillery Records)